# آغوشی پر ریحان، دامنی پر گل
آغوشی پُر ریحان، دامنی پُر گل نام کتابی اثر محمد دبیرسیاقی است. این کتاب مشهور به گشت و گذاری در کتاب ارشاد الزراعه، اثر قاسم بن یوسف ابونصری هروی است. این اثر در در سال ۱۳۹۰، توسط نشر سایه گستر، حدیث امروز منتشر شده‌است.

## گیاهان در ادبیات
محمد دبیر سیاقی در این اثر خود، ضمن برشمردن خواص گیاهان دارویی، اشعاری را که در آن نام گیاه موردنظر بیان شده را آورده‌است. در این بررسی، اشعار شعرای ایرانی سده‌های چهارم تا چهاردهم هجری قمری آورده شده‌است. گیاهان دارویی در ادبیات توصیف دیگری برای این کتاب می‌تواند باشد.
سبدی پر میوه، انبانی پر دانه و طبقی پر صیفی
آغوشی پر ریحان و دامنی پر گل، بخش‌های چهارم و پنجم کتاب سبدی پر میوه، انبانی پر دانه و طبقی پر صیفی می‌باشد.
- بخش چهارم: ریحان (سبزیجات)
- بخش پنجم: گل‌ها

## نگاهی به متن کتاب

### از بخش چهارم، سبزیجات
- کرم، کلم
- شعر شاهد:

| هر که از او کرم دست تو آگاهی یافت |  | نخرد خاتم طی را به یکی دسته کرم |

از: دیوان سوزنی سمرقندی

### از بخش پنجم،گل‌ها
- این بخش به دو قسمت تقسیم شده است. قسمتی از گل‌ها، بدون شاهد شعری و قسمت دیگر دارای شاهد شعری است.

| ای گل‌فروش گل چه فروشی برای سیم؟ |  | وزگل عزیزتر چه ستانی به سیم گل؟ |

سروده: کسایی مروزی
- گل بسدی یا گل سرخ
- شعر شاهد:

| در همه وقتی صبوح، خوش بودی ابتدی |  | بهتر و خوشتر بود وقت گل بسدی |